# Literatura de Palestina
La literatura palestina se refiere a las novelas en lengua árabe, cuentos y poemas realizados por palestinos. Forman parte del género más ancho de literatura árabe, la literatura palestina contemporánea es a menudo caracterizada por su sentido de la ironía y la exploración de asuntos y temas existenciales de identidad. Referencias a temas de resistencia a la ocupación, exilio, pérdida, amor y anhelo a la patria son también comunes.

## Visión general
La literatura palestina es una de las numerosas literaturas en árabe, pero su afiliación es nacional, más que territorial. Mientras que la literatura egipcia es escrita en Egipto, la literatura jordana en Jordania etc., debido a la guerra árabe-israelí de 1948, la literatura palestina está ligada al territorio, desde el éxodo palestino  ha devenido "una literatura escrita por palestinos" sin importar su sitio de residencia.:9
Desde 1967, la mayoría de críticos han teorizado sobre la existencia de tres "ramas" de la literatura palestina, borrosamente dividida por la ubicación geográfica: 1) del interior de Israel, 2) desde los territorios ocupados, 3) de entre la diáspora palestina en el Oriente Medio.
Hannah Amit-Kochavi reconoce sólo dos ramas: aquello escrito por palestinos dentro del Estado de Israel como distinto de aquello escrito en el exterior.:11 También postula un distinción temporal entre la literatura producida antes de 1948 y la producida después. En un 2003 un artículo publicado en la revista Studies in the Humanities, Steven Salaita propone una cuarta rama hecha de trabajos en lengua inglesa, particularmente aquellos escritos por palestinos en los Estados Unidos, el cual define como "escritura arraigada en países de la diáspora pero centrados en tema y contenido en Palestina."
La literatura palestina puede ser intensamente política, como se ha subrayado por escritores como Salma Khadra Jayyusi y la novelista Liana Badr, quiénes han mencionado la necesidad de dar expresión a la identidad "colectiva palestina" y el "caso justo" de su lucha. Hay también resistencia a esta escuela de pensamiento, ante el cual los artistas palestinos se han "rebelado" contra la demanda que su arte sea "cometido". El poeta Mourid Barghouti por ejemplo, a menudo ha dicho que "la poesía no es servidor público, no es un soldado, no es el empleado de alguien." La novela Miral de Rula Jebreal cuenta la historia del esfuerzo de Hind al-Husseini para establecer un orfanato en Jerusalén después de la guerra árabe-israelí de 1948, la Masacre de Deir Yassin, y el establecimiento del estado de Israel.

### Poesía
La poesía, utilizando formas clásicas preislámicas, es aún hoy en día extremadamente popular, a menudo atrayendo audiencias palestinas que se calculan en miles. Hasta hace 20 años, bardos locales que recitaban los versos tradicionales populares, siendo algo característico de cada pueblo palestino.
Luego del éxodo palestino de 1948, la poesía fue transformada en un vehículo para el activismo político. De entre los palestinos que se hicieron ciudadanos árabes de Israel y después del paso de la Ley de Ciudadanía de 1952, una escuela de poesía de resistencia nació incluyendo a poetas como Mahmoud Darwish, Samih al-Qasim, y Tawfiq Zayyad.
El trabajo de estos poetas fue en gran parte desconocido para el mundo árabe más amplio por años debido a la carencia de relaciones diplomáticas entre Israel y los gobiernos árabes. La situación cambia después de que Ghassan Kanafani, otro escritor palestino en el exilio en Líbano publicó una antología de sus trabajos en 1966.
El trabajo de Nathalie Handal una poetiza galardonada, dramaturga, y escritora ha sido publicado en numerosas revistas y antologías. Ha sido traducida a doce lenguas. Ha promovido la literatura internacional a través de la traducción, búsqueda, y el editado La Poesía de Mujeres Árabes, una antología que introdujo varias poetizas árabes a una audiencia más amplia en occidente.
Los poetas palestinos a menudo escriben sobre el tema común de una fuerte afectación y sentido de pérdida, anhelando una patria perdida.

### Hakawatiz
El arte de contar historias es parte de la vida cultural en países arabófonos. La tradición de “Las mil y una noches” no es una excepción. En Palestina en cada ciudad pequeña o pueblo se encuentra un contador itinerante de historias o hakawatis. Los cuentos de los hakawatis, anteriormente para toda clase de edades, están surgiendo de la Diáspora Palestina como libros para los niños.